# Mainardo I di Gorizia

Stemma della contea di Gorizia

Mainardo I di Gorizia (1102 – 1142) fu conte di Gorizia (1120/21-1142).

## Biografia
Era il figlio, avuto in seconde nozze, di Meginardo III, conte nel Lurngau superiore, e Diemuta, figlia del conte Enghelberto I di Spanheim e della contessa Hadwig/Edvige »di Mossa«.
Mainardo I ebbe come fratellastro Enghelberto di Moosburg, avuto da suo padre Meginardo III in prime nozze con la figlia di Aribone II, conte palatino di Baviera.
Grazie ai legami di sua madre con la potente stirpe degli Spanheimer, verso il 1122-25 fu nominato advocatus del patriarcato di Aquileia. Il suo predecessore in questa carica, Rodolfo di Tarcento, della stirpe dei signori di Machland e Perg (nell'Alta Austria), un parente stretto degli Spanheimer, aveva rinunciato all'advocatia d'accordo con Mainardo.
Dei suoi figli che gli succedettero alla carica comitale, Enghelberto aveva preso il nome dallo zio, mentre per quanto riguarda Enrico si suppone che il suo padrino di battesimo fosse stato il fratello di sua nonna Diemuta, Enrico IV di Spanheim-Gorizia, dal quale egli in questo modo avrebbe preso il nome.

Questa spiegazione chiarisce non solo il fatto che il primogenito di Mainardo I non avesse preso il nome dal padre, il più frequente nella famiglia dei suoi antenati in linea maschile, ma risolve in modo soddisfacente anche la questione del passaggio di Gorizia e del castello del luogo (che avevano fatto parte dell’eredità del conte friulano Werihen/Guariento ed era passata alla famiglia degli Spanheim tramite la discendente o la parente di Werihen, Hadwig/Edvige “da Mossa”) nelle mani dei Mainardi, ovvero dei conti di Gorizia.

Si può presumere che Enrico IV di Spanheim-Gorizia, privo di prole, avesse designato questo suo parente, sia consanguineo sia spirituale, quale suo erede. In questo modo dopo la morte di Enrico IV di Spanheim-Gorizia avvenuta nel 1123 i Mainardi avrebbero ottenuto anche Gorizia e il castello del luogo.

## Matrimonio ed eredi
Mainardo I con Elisabetta (Elissa), contessa di Schwarzenburg, ebbe i seguenti figli:
- Mainardo (morto da giovane);
- Enghelberto II, Conte di Gorizia;
- Enrico I, Conte di Gorizia;
- Beatrice, monaca del monastero di Santa Maria di Aquileia;
- Ulrico;
- Berta